# John Stockton
John Houston Stockton (født 26. marts 1962, i Spokane, Washington) er en pensioneret amerikansk basketballspiller.

## Klubkarriere
Han tilbragte hele sin karriere i NBA, fra 1984 til 2003, som point guard for Utah Jazz. Han regnes ofte som en af sin tids allerbedste spillere på guard-positionen, da han er rekordindehaveren i NBA for flest assists og steals, og er blandt andet 10 gange blevet udtaget til NBA's All-Star hold.
I 2009 blev Stockton optaget i Naismith Memorial Basketball Hall of Fame.

## Landshold
Stockton blev akkurat ikke udvalgt til amerikanske landshold til OL 1984 i Los Angeles, hvor han endnu ikke var blevet professionel, men da professionelle spillere fik adgang til OL i 1992 i Barcelona, stillede USA med en række af de bedste spillere fra NBA, et hold der blev benævnt "Dream Team", som også inkluderede Stockton. Amerikanerne vandt da også sikkert alle kampene i indledende pulje, hvorpå de besejrede Puerto Rico og Litauen i kvart- og semifinalen. Finalen blev et opgør mod Kroatien, der havde revanche til gode fra indledende pulje, men heller ikke her levnede amerikanerne modstanderne en chance, da de vandt med 117-85 og dermed sikrede sig den ventede guldmedalje, mens Kroatien fik sølv og Litauen bronze.
Ved legene fire år senere på hjemmebane i Atlanta, var "Dream Team II" igen favoritter, skønt holdet ikke var helt så imponerende besat som i Barcelona. Igen var holdet ubesejret i indledende runde, og efter sejre over Brasilien i kvartfinalen og over Australien i semifinalen, stod kampen om guldet mod Serbien og Montenegro. Amerikanerne med Stocktongenvandt guldet med sejr på 95-69, så Serbien-Montenegro fik sølv, mens Litauen fil bronze.